# Женская сборная Гонконга по кёрлингу
Женская сборная Гонконга по кёрлингу — представляет Гонконг на международных соревнованиях по кёрлингу. Управляющей организацией выступает Ассоциация кёрлинга Гонконга (англ. Hong Kong Curling Association).

## Результаты выступлений

### Панконтинентальные чемпионаты
| Год  | Место | И | В | П | Состав (четвёртый/скип, третий, второй, первый, запасной, тренер)                                             |
| ---- | ----- | - | - | - | --- |
| 2022 | 8     | 8 | 1 | 7 | Линъюэ Хун (скип), Ada Shang, Yuen-Ting Wong, Pianpian Hu, тренеры: Rick Collins, Джейсон Чан                 |
| 2023 | 12    | 5 | 2 | 3 | Линъюэ Хун (скип), Ada Shang, Pianpian Hu, Ashura Wong, запасной: Ka Chan, тренеры: Rick Collins, Джейсон Чан |
| 2024 | 14    | 7 | 2 | 5 | Линъюэ Хун (скип), Ada Shang, May Yam, Helen Li, тренеры: Rick Collins, Джейсон Чан, Nathan Small             |

### Тихоокеанско-Азиатские чемпионаты
| Год       | Место          | И              | В              | П              | Состав (четвёртый/скип, третий, второй, первый, запасной, тренер) |
| --------- | -------------- | -------------- | -------------- | -------------- | ----------------------------------------------------------------- |
| 1991—2015 | не участвовали | не участвовали | не участвовали | не участвовали | не участвовали                                                    |
| 2016      | 6              | 7              | 2              | 5              |                                                                   |
| 2017      | 4              | 12             | 5              | 7              |                                                                   |
| 2018      | 4              | 8              | 2              | 6              |                                                                   |
| 2019      | 4              | 9              | 3              | 6              |                                                                   |
| 2021      | 4              | 6              | 0              | 6              |                                                                   |

### Зимние Азиатские игры
| Год       | Место          | И              | В              | П              | Состав (четвёртый/скип, третий, второй, первый, запасной, тренер)                                                         |
| --------- | -------------- | -------------- | -------------- | -------------- | --- |
| 2003—2017 | не участвовали | не участвовали | не участвовали | не участвовали | не участвовали |
| 2025      | 6              | 6              | 4              | 2              | Линъюэ Хун (скип), Wing In Ada Shang, Pianpian Hu, Ka Chan, запасной: Yuen Ting Wong, тренеры: Rick Collins, Nathan Small |